# Comuna Kozlivka, Șarhorod
Kozlivka (în ucraineană Козлівка) este o comună în raionul Șarhorod, regiunea Vinnița, Ucraina, formată din satele Kozlivka (reședința) și Malovnîce.

## Demografie
Componența lingvistică a satului Kozlivka
     Ucraineană (99,11%)
     Alte limbi (0,89%)
Conform recensământului din 2001, majoritatea populației satului Kozlivka era vorbitoare de ucraineană (99,11%), existând în minoritate și vorbitori de alte limbi.